# Rozumna Sila
Sinnvolle Macht (ukrainisch Розумна сила Rozumna Syla) ist eine ukrainische politische Partei, die am 22. Januar 2016 gegründet wurde. Der Parteivorsitzende ist Oleksandr Solowjow. Die Partei besteht aus 26 regionalen und über 600 lokalen (Städte und Bezirke) Organisationen. Die Parteimitglieder sind mehr als 20 Tausend ukrainische Bürger. Nach den Wahlen im Dezember 2016 und August 2017 ist sie in 16 Gemeindevorständen repräsentiert.
Die Partei deklarierte ihre mäßige breitgefächerte Außenpolitik von Neutralität und blockfreiem Status. Laut Parteiprioritäten, sind Bekämpfung der Korruptionen, Entwicklung von kleinen und mittelständischen Unternehmen durch Steuerausnahmen und Reformen, Tourismus-, Energie- und Umweltentwicklung, effektive Instrumente um ein friedliches und wohlhabendes Leben für jeden Ukrainer zu erreichen.

## Geschichte
Juni 2016 – die Gründung der politischen Partei.
1. Oktober 2016, Kiew – der Gründungskongress mit 250 Delegaten aus allen Regionen der Ukraine findet statt.
Oktober 2016 – der Parteivorsitzende unterschrieb das Memorandum der Kooperation mit der Partei "Ukraine Slavett" und fixierte die Sicherung der territorialen Integrität der Ukraine als die Hauptpriorität der Partei.
31. Oktober 2016, Kiew – der zweite Parteikongress zur Entscheidung über die Teilnahme der Partei an den lokalen Wahlen  in den vereinigten Gemeinden findet statt.
14. Dezember 2016 – das Memorandum der Kooperation mit der Partei "Union. Tschernobyl Ukraine".
September 2018 – die Präsentation der Friedensinitiative. „Die Volksfriedendeklaration“, um den Krieg in Donbass zu stoppen, wird von den Zivillisten an den unkontrollierten Donbass-Territorien unterschrieben. Mehr als 200.000 Unterschriften wurden zur Unterstützung der Volksfriedendeklaration im Oktober gesammelt. Im November verdoppelte sich die Anzahl der Unterschriften (500.000).

## Struktur

### Parteivorsitzende
Der Parteivorsitzende ist Oleksandr Solowjow, Oberst der Polizei auf Lager. Er arbeitete für mehr als 20 Jahre in den Exekutivorganen.
Der stellvertretende Vorsitzende der Partei ist Oleksandr Sawtschenko, Manager, Unternehmensberater und Experte.
Die stellvertretende Vorsitzende, Vorsitzende der gemeinnützigen Stiftung ist Anna Lewtschuk, Rechtsanwältin.

### Listenplätze
Top zehn
| №  | Vor- und Nachname     |
| 1  | Oleksandr Solowjow    |
| 2  | Oleksandr Sawtschenko |
| 3  | Anna Lewtschuk        |
| 4  | Hrehorij Mamka        |
| 5  | Serhij Panadij        |
| 6  | Kateryna Samojluk     |
| 7  | Adrij Bodrow          |
| 8  | Wolodymyr Puzakow     |
| 9  | Oleksij Lubtschenko   |
| 10 |                       |

## Programm

### Ideologie
Die Partie deklariert die Außenpolitik von Neutralität: Ukraine soll das Zentrum der Balance zwischen den geopolitischen Vektoren werden. „Sinnvolle Macht“ steht für die prinzipielle, konsistente und permanente Sicherung der nationalen Interessen des Landes.
Die Werte, die von der Partei befürwortet werden, sind Familie, Religion, soziale Stabilität, gegenseitige Verantwortung der Bürgern und des Staates, Respekt von den menschlichen Rechten. Der Ideenschwerpunkt ist die Rechtsstaatlichkeit, staatliche Disziplin und Ordnung  zu stärken.

### Prioritäten
1. Auflösung des Konfliktes in der Ostukraine[21].
2. Gründung des Wohlfahrtstaates[22].
3. Breitfähige blockfreie Außenpolitik[23][24].
4. Modernisierung des politischen Systems[25][26].
5. Unvermeidlichkeit der Bestrafung von Korruptionskriminalitäten[27].

## Wahlen

### Lokale Wahlen in den vereinigten Gemeinden
Dezember 2016: zwei Deputaten ausgewählt in Pawlowsk und zwei in Litowezh Gemeinden, Volyn Oblast; zwei in Bezdrytska Sumy Oblast; drei in Solodar, Bakhmut Bezirk von Donetsk Oblast, drei in Tschmyriwka Gemeindevorstand, Luhansk oblast.
Mai 2017: ein Deputat wurde zum Zabrodowsky Gemeindevorstand von der vereinigten Gemeinde in Volyn Oblast ausgewählt.
Oktober 2017: drei Deputaten wurden zur Lubomlsk Stadtverwaltung ausgewählt.

## Finanzielle Berichte
2017 bekam die Partei 1 Mil. 366 Tausend Hrywnjas Beiträgen. 1.264 Mil. davon wurde von den einzelnen Personen gegeben, hauptsächlich von dem stellvertretenden Vorsitzenden der Partei Oleksandr Sawtschenko. 102 Tausend kam von den juristischen Personen. 
Die Ausgaben der Partei betrugen 2017 1.363 Mil. Hrywnjas, davon 616 Tausend für die Miete der Räumlichkeiten, 184 Tausend für die Parteiveranstaltungen, 390 Tausend für die Erhaltung der regionalen Branchen, 130 Tausend für die Anwaltschaft.

## Soziale Aktivitäten
Die Partei gründete die gemeinnützige Stiftung „Sinnvolle Macht“. Sie implementiert Projekte in den Bereichen Bildung und Sport bei den Waisen, Halbwaisen, Kindern aus den großen und einkommensschwachen Familien. Sie organisiert sportliche Meisterschaften und Turniere, finanziert die Teilnahme der Kinder an den Wettbewerben. Außerdem, bietet die Stiftung kostenlose Anwaltsunterstützung für die Unternehmer. 
Die Partei initiierte die Diskussionsrunden: „Ukrainischer Außenpolitikstatus: Gegenwart und Zukunft“, „Probleme der Reformierung von lokalen Polizei- und Staatsanwaltsitzen“, „Ausgangstrategien aus der sozioökonomischen Krise“, „Bildungsreform: Innovation oder Degradation“. Die Ergebnisse der Diskussionen wurden in den Resolutionen vorgestellt, die an die entsprechenden Ministerien gesendet wurden. 
Die Partei ist der Mitveranstalter des Forums der nationalen Minderheiten der Ukraine (20. November 2017). Das Forum wurde initiiert um es für die Vertreter der nationalen Minderheiten zu ermöglichen ihre Visionen zu den aktuellen gesellschaftlichen Angelegenheiten, wie Sprachproblem in Bezug auf das ukrainische Bildungsgesetz, die effektive Integration der nationalen Minderheiten in die ukrainischen Gesellschaft und ihre Partizipation in den Behörden und Lokalverwaltungen, in die Öffentlichkeit zu bringen. Das Forum wurde von den radikalen Nationalisten zerstört.
Zum 26. Jahrestag der ukrainischen Unabhängigkeit, initiierte die Partei eine landesweite ökologische Initiative „Einen Baum zu pflanzen“. Dadurch wurden 26.000 Bäume gepflanzt. Die Förderung wurde zeitlich begrenzt, und sie läuft bis jetzt weiter.

## Kritik
Am Anfang Oktober 2018 beschuldigte der Werkhovna Rada Deputat der politischen Partei Volksfront Yuri Bereza die Partei der anti-ukrainischen Aktivitäten. Am nächsten Tag, gab es in den Medien die Informationen, dass Yuri Bereza das Geld von mehreren politischen Parteien bekommen soll um sie von der Tribune der Verkhovna Rada abzurufen und dass „Sinnvolle Macht“ angeblich $ 1500 für die Benennung des Parteinamen in der Rede bezahlen soll. 
2018 wurde die Partei der kremlfreundlichen Position von den Nationalisten beschuldigt. Der Partei wurde auch die Schuld für die Manipulation des Publikums durch das Friedensversprechen ohne Militäraktionen in der Unterstützung der russischen Ideen gegeben.
Der Analytikerin des Zentrums der Gesellschaftsforschung Marija Kutscherenko behauptete, dass „Sinnvolle Macht“ keine politische Partei, sondern ein politisches Projekt sein soll. Sie beschuldigte die Partei der Äußerung der Meinungen gegen die nationale Integrität, Verbreitung der Idee des Zivilkriegs in der Ostukraine.

## Skandale
Im Mai 2018 sagte Boris Herman, der Verdächtigte, den russischen Journalisten Arkady Babcheko zu töten, beim Gerichtshof, dass er mit der ukrainischen Spionageabwehr zusammen arbeitete und russische Agenten aufgedeckte. Laut seinen Wörtern, soll die Partei „Sinnvolle Macht“ von Putin privat finanziert werden. Dieser Vorwurf wurde zum Anlass für den Sicherheitsdienst der Ukraine die Parteibüros landesweit durchzusuchen und ihre Vorsitzende abzufragen.
Am 1. August 2018 suchte der Sicherheitsdienst der Ukraine den Parteihauptsitz, die Vorsitzendenwohnsitze und regionale Büros durch. Das Schewtschenko Bezirksgericht in Kiew bezeichnete die Aktionen der Untersuchern währenddessen als illegal.
Der Pressedienst der Partei verweigerte die Vorwürfe auf die russische Finanzierung und nannte sie absurd. Die zwei jährlichen Inspektionen der nationalen Agentur der Prävention der Korruptionen offenbarten keine gesetzlichen Verstöße. Deswegen, laut der Ukrainska Pravda Untersuchung, wurden keine direkten Zusammenhänge zu der russischen Finanzierung in den öffentlichen Quellen gefunden.
Am 20. November 2017 brachen zwei unbekannte Personen in der dunklen Bekleidung und Camouflage in das Forum der nationalen Minderheiten, das von der Partei in Kiew veranstaltet wird, ein. Die Beteiligung an die Attacke wurde der ultra-rechten Aktivisten der politischen Partei „Swoboda“ zugeschrieben. Laut den Organisatoren, gefährdeten die Parteimitglieder mehrmals die Veranstaltungsorganisation unterzubrechen. Im Gegenzug, bezeichnete die Svoboda Niederlassung in Kiew das Forum der nationalen Minderheiten als „ein separatistischer Sabbat“.
Am 6. Juli 2018 schlugen die Vertreter der rechtsradikalen Organisation „C14“ in Kiew den stellvertretenden Vorsitzenden der Partei Oleksandr Sawtschenko.
Am 26. September 2018 brachen die Rechtsradikalen das Parteibüro in Pokrowsky ein und zerstörten es. Diese Fakten wurden erfasst und zum PACE Bericht weitergegeben.

## Interessante Fakten
Im September 2018 traf sich die Parteidelegation geleitet von Oleksandr Solowjow mit den Deputaten des Deutschen und Europäischen Parlamentes in Bundestag. Die Parteidelegation präsentierte ihre Friedensinitiative.
Die Deputate des Bundestags drückten ihre Unterstützungsbereitschaft im Bedarfsfall aus und luden die „Sinnvolle Kraft“ Mitglieder ein, ihre Stellung bei PACE zu präsentieren.